# 上の山遺跡
上の山遺跡（うえのやまいせき）はかつて神奈川県横浜市都筑区仲町台（調査当時は緑区大熊町）にあった、旧石器時代から古墳時代（上の山古墳群）、奈良・平安時代、中世の遺構などからなる複合遺跡。港北ニュータウン遺跡群の1つ。

## 概要

### 立地
鶴見川の支流・大熊川の形成した谷戸（大熊谷戸）に面する標高40mほどの仲町台の台地から、南向きに張り出す尾根筋と、その西側に入り込む小支谷の範囲を、当遺跡範囲とする。この南向きに張り出す尾根筋の北側は、台地に接続し、大熊仲町遺跡（おおくまなかまちいせき）という別の遺跡が隣接して広がる。また尾根筋西側の小支谷のさらに西側にある尾根は上台の山遺跡（うえだいのやまいせき）という遺跡となっている。

### 調査の背景
現在の都筑区（かつては緑区・港北区）地域は、かつては多摩丘陵の一角として丘陵（森林）と谷戸（田畑）の広がる典型的な里山であった。1965年（昭和40年）に発表された港北ニュータウン事業は、この里山地帯を30万人規模の一大住宅地に改造する都市計画であり、この未曾有の開発工事によって、開発区域内に広がる268箇所もの周知の埋蔵文化財包蔵地（遺跡）のうち、200箇所以上が1970年（昭和45年）から1989年（平成元年）まで、約20年かけて発掘調査されることとなった（港北ニュータウン遺跡群）。上の山遺跡はこの過程で、1988年（昭和63年）10月20日から1989年（平成元年）6月7日にかけて発掘調査された。現在は尾根が削平され、住宅地となっている。

### 調査結果
南向き尾根筋・および西側の谷戸内のエリア約16500㎡が調査され、旧石器時代のナイフ形石器などの遺物集中1箇所、縄文時代中期の竪穴建物1軒、埋め甕1基、古墳時代の古墳群4基・横穴墓2基、古墳時代から奈良時代ごろと見られる道路状の溝2条、奈良・平安時代の竪穴建物3軒、平安時代の土坑墓2基、平安時代～中世の道路状溝2条、中世の火葬墓地2箇所、中世～近世の土坑が検出された。
古墳群は、5世紀末～6世紀初頭の築造とみられ、円墳3基・方墳1基の4基・横穴墓2基からなる（上の山古墳群参照）。道状の溝は、谷戸の底から尾根筋や台地上に昇るルートが複数確認された。
中世の火葬墓は、尾根筋の古墳時代の古墳群脇に1箇所と、尾根筋末端から南西に降る斜面地の中腹に1箇所造られており、後者は、斜面を段切りした平場に40基以上の墓壙を掘り、五輪塔や板碑を伴っていた。年代は14世紀後半～15世紀後半とみられ、この時期の葬送行為に関する実例として貴重な発見となった。